# João Palha Ribeiro Telles
João Manuel de Castro Palha Ribeiro Telles (Caldas da Rainha, 12 de julho de 1959) é um cavaleiro tauromáquico português.
Frequentou o Colégio Militar, entre 1970 e 1976. Apresentou-se ao público como cavaleiro amador na Monumental Celestino Graça, em Santarém, a 25 de maio de 1965, e tomou a alternativa na mesma praça, a 5 de junho de 1980, tendo como padrinho o seu pai, David Ribeiro Telles e como testemunha João Moura. Cavaleiro de estilo figurativo, ao longo da sua carreira, além das praças portuguesas, exibiu-se em Espanha, França, Perú, Equador, Venezuela e Colômbia. Foi presidente da Associação Nacional dos Toureiros Portugueses. É filho de David Ribeiro Telles, irmão de António Palha Ribeiro Telles, tio de Manuel Ribeiro Telles Bastos e pai de João Ribeiro Telles 
, todos cavaleiros tauromáquicos de alternativa.